# Charlotte Isler
Charlotte Isler (* 24. November 1924 in Stuttgart als Charlotte Nussbaum) ist eine deutsche Journalistin, Autorin und Zeitzeugin.

## Leben in Stuttgart
Charlotte Nussbaum war das erste Kind von Manfred und Claire Nussbaum (geborene Friedmann), 1928 kam ihr Bruder Ernst auf die Welt. Manfred Nussbaum war Dirigent, hatte unter anderem bei Felix Mottl gelernt und war bei verschiedenen europäischen Opernhäusern angestellt. Claire Nussbaum studierte klassische schwedische Massage und arbeitete als Physiotherapeutin. Sie wäre gerne Violinistin geworden, ihr Vater Albert erlaubte dies jedoch nicht. Albert Friedmann war mit seinem Bruder Teilhaber einer Schürzen- und Wäschefabrik in Stuttgart-Heslach.
Charlotte Nussbaum besuchte nach der Grundschule die Königin-Charlotte-Realschule. Sie und ihr Bruder verlebten eine sorglose Kindheit, die Familie hatte keine finanziellen Sorgen und beschäftigte eine Haushälterin. Nussbaums Großmutter Sigmunde verbrachte nach dem Tod ihres Mannes Albert 1931 fast jeden Tag bei ihrer Tochter und den Enkelkindern.
Nach der Machtergreifung durch die Nationalsozialisten im Januar 1933 war Charlotte Nussbaums Vater gegen eine Auswanderung, da er nicht wusste, wie er seine Familie im Ausland ernähren sollte. Nach der Reichspogromnacht am 9./10. November 1938 verboten die Nationalsozialisten allen jüdischen Schülerinnen und Schülern den Besuch von öffentlichen, privaten oder nicht-jüdischen Schulen. Auch Charlotte Nussbaum erhielt Schulverbot, und im November 1938 wurde Manfred Nussbaum von der Polizei verhaftet. Im April 1939 verließ die Familie Nussbaum Stuttgart und kam im August in New York City an.

## Leben in New York
Nach der Umstellung auf eine neue Sprache und ein anderes Schulsystem machte Charlotte Nussbaum einen sehr guten Schulabschluss und absolvierte eine Ausbildung zur Krankenschwester am Mount Sinai Hospital in New York. 1947 heiratete sie den gebürtigen Berliner Werner Isler, beide bekamen die Söhne Ronald und Donald Isler. Donald Isler ist ein klassischer Pianist und Musikpädagoge.
Als Medizinjournalistin veröffentlichte Charlotte Isler Artikel in Fachzeitschriften und eigene Sachbücher wie The Nurses' Aide (deutsch: Die Schwesternhelferin). Sie hat außerdem ein Kinderbuch, einen Gedichtband und ihre Biografie veröffentlicht.
Nach Stuttgart kehrte sie 1967 das erste Mal zurück, um ihrem Mann und ihren Söhnen ihre Geburtsstadt zu zeigen. Isler lebt in Irvington on Hudson.

## Zivilgesellschaftliches Engagement
2008 wurde Isler von Irma Glaub von der Initiative Stolperstein kontaktiert, um sie anlässlich der Verlegung des Stolpersteins für ihre Großmutter Siegmunde Friedmann einzuladen. Isler reiste einige Monate später nach Stuttgart und knüpfte neue Kontakte. Harald Stingele, der Koordinator der Stuttgarter Stolperstein-Gruppen, berichtete ihr von dem drohenden Abriss der ehemaligen Polizei- und Gestapo-Zentrale – des Hotel Silber – für einen Breuninger-Neubau an dieser Stelle. Isler setzte sich als Zeitzeugin für den Erhalt des Gebäudes als Erinnerungsort ein und schrieb 2010 einen offenen Brief an den damaligen Stuttgarter Oberbürgermeister Wolfgang Schuster, den damaligen baden-württembergischen Ministerpräsidenten Stefan Mappus, die Fraktionen im Stuttgarter Gemeinderat und den damaligen Breuninger-Miteigentümer Willem von Agtmael. Zur Eröffnung des Lern- und Gedenkortes reiste sie 2018 auf Einladung der Stadt Stuttgart an. Zu ihren neu aufgebauten Verbindungen nach Stuttgart gehörten auch Personen, die wie sie von Stuttgart nach New York geflüchtet waren: Thomas F. Nägele, der Sohn von Reinhold Nägele, und Trudy Schwarz.
2014 machte Charlotte Isler auch bei dem Filmprojekt Frage-Zeichen des Stadtjugendrings in Kooperation mit den Stuttgarter Stolperstein-Initiativen mit, bei dem von Jugendlichen geführte Gespräche mit Zeitzeugen und Zeitzeuginnen des Nationalsozialismus aufgezeichnet wurden. Isler besuchte dafür ihre ehemalige Schule, heute das Königin-Charlotte-Gymnasium.

## Ehrung
Anlässlich der Veröffentlichung der neuen deutschen Fassung ihrer 2005 veröffentlichten Autobiografie war Isler im Oktober 2023 in Stuttgart zu Besuch. Stuttgart: Flucht und Wiederkehr enthält ein zusätzliches Kapitel, welches die letzten 15 Jahre beschreibt. Charlotte Isler wurde vom Stuttgarter Oberbürgermeister Frank Nopper im Rathaus empfangen und trug sich ins Goldene Buch der Stadt Stuttgart ein. Die baden-württembergische Landtagspräsidentin Muhterem Aras empfing sie ebenfalls und bedankte sich bei ihr für das Aufzeichnen ihrer Lebenserinnerungen.

## Publikationen (Auswahl)
- Charlotte Isler: The Nurses' Aide. Springer Publishing Company, Inc. New York 1968.
  - Deutsch: Die Schwesternhelferin. Springer-Verlag. Heidelberg 1978.
- Charlotte Isler: Isler's Pocket Dictionary: A Guide to Disorders and Diagnostic Tests, Procedures, Terms. Medical Economics Books 1990.
- Alwyn T. Cohall, Charlotte Isler: The Watts Teen Health Dictionary. Franklin Watts 1996.
- Charlotte Isler: Patient's Guide to Medical Terminology: Translating the Confusing Language of Medicine Into Easy-To-Understand English. Practice Management Information Corporation 1997.
- Charlotte Isler: Times Past, Times Present. A Brief History of the Nussbaum, Schweizer, Friedmann and Isler Families. Charlotte Isler Verlag, 2005
- Charlotte Isler: John's Magic Rescue. Booksurge Publishing 2010.
- Charlotte Nussbaum Isler: Das Leben ist trotzdem schön. Gedichte und Gedichtle. Peter-Grohmann-Verlag der Anstifter, Stuttgart 2020.
- Katharina Ernst (Hrsg.), Charlotte Isler: Stuttgart: Flucht und Wiederkehr. Veröffentlichungen des Archivs der Stadt Stuttgart, 115.